# Mark Tange

Mark Tange, (født. 26. Juni 1996) bedre kendt som MarckozHD, er en dansk internetpersonlighed.
Han startede sin karriere som gamer og havde siden succes på Twitch og YouTube.
I juni 2023 begyndte Mark Tange sin podcast. Han valgte at stoppe på Twitch efter dette.